# ТЭ10М
ТЭ10М (модернизированный) — советский магистральный грузовой тепловоз с секционной мощностью 3000 л. с., строившийся Ворошиловградским тепловозостроительным заводом с 1978 по 1990 год. Модернизированная версия 2ТЭ10В, основным отличием от которого была возможность работы в составе до трёх секций по системе многих единиц. Выпускался в трёх- (3ТЭ10М) и двухсекционном (2ТЭ10М) вариантах. Также в середине 1980-х годов была выпущена партия тепловозов 4ТЭ10С, представляющих собой четырёхсекционные ТЭ10М, приспособленные для работы в условиях холодного северного климата.

## Описание

### ТЭ10М
В середине 1970-х годов в Советском Союзе происходил рост промышленного производства, а также начала строиться Байкало-Амурская магистраль. Всё это требовало увеличения веса поездов, для вождения которых были нужны мощные локомотивы. Но выпускаемые в то время двухсекционные тепловозы мощностью 2×3000 л. с. (2ТЭ10Л, 2ТЭ10В и 2ТЭ116) с такой нагрузкой уже не справлялись. Серийный выпуск грузовых тепловозов с мощностью в секции 4000 л. с. требовал на то время больших объёмов ресурсов, поэтому было принято решение о выпуске трёхсекционных тепловозов мощностью 3×3000 л. с. В 1978 году Ворошиловградский завод построил трёхсекционную версию тепловоза 2ТЭ10В — 3ТЭ10В. После проведения испытаний 3ТЭ10В на заводе была построена модернизированная версия этого тепловоза — 3ТЭ10М-0001. Новый тепловоз был передан на железные дороги Советского Союза в 1979 году и мог работать в составе одной, двух и трёх секций. 21 апреля 1979 года технические условия тепловоза ТЭ10М были согласованы с Министерством путей сообщения, а 23 мая 1979 года утверждены Министерством тяжёлого, энергетического и транспортного машиностроения.

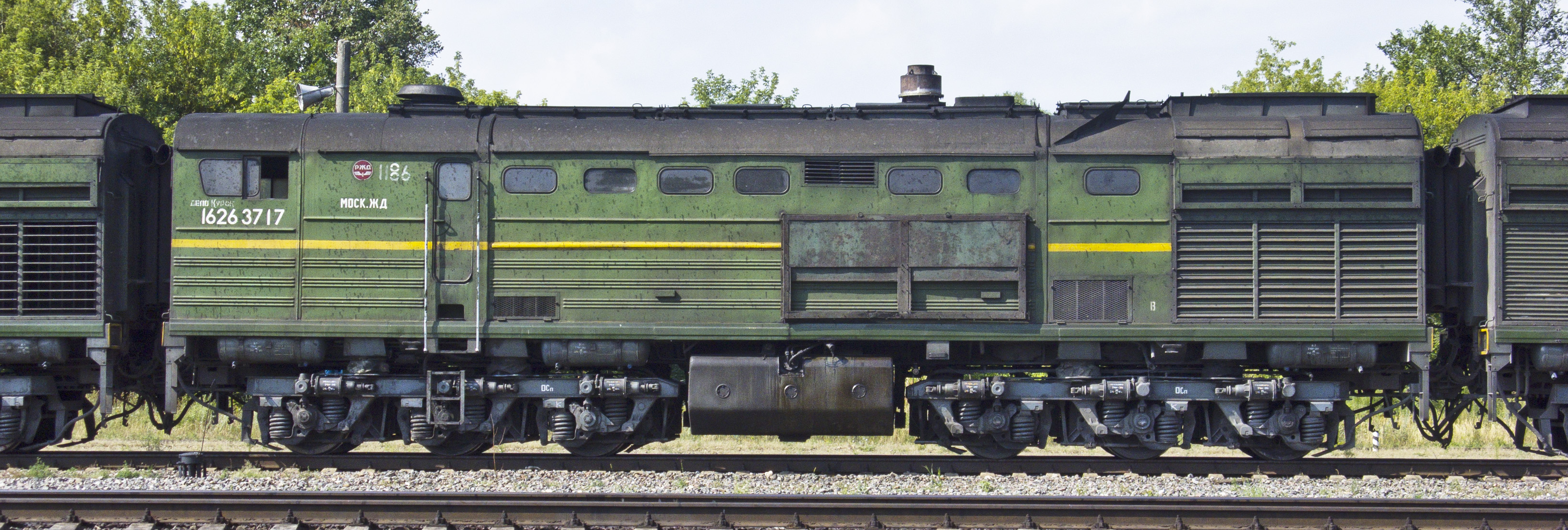
Бустерная (средняя) секция 3ТЭ10М

В 1979 году Ворошиловградский тепловозостроительный завод по новым техническим условиям (ТУ.24.4.491.79) выпустил ещё два трёхсекционных тепловоза, которым присвоили обозначения 3ТЭ10М-0002 и 3ТЭ10М-0003, а затем, как и 3ТЭ10В, все три первые машины передали на Молдавскую железную дорогу в локомотивное депо Бендеры. Внешне от предшественника новый тепловоз отличался добавлением третьей промежуточной (бустерной) секции, обозначаемой индексом «В» (головные секции обозначались «А» и «Б»), при этом в электрические схемы были внесены изменения для работы в составе трёх секций. В кабине машиниста бустерной секции был сделан сквозной проход, а сама кабина была значительно уменьшена и позволяла производить лишь маневровые передвижения и реостатные испытания. Также на секции «В» отсутствует кран управления поездными тормозами и устройства безопасности, из-за чего в поездной работе эта секция может работать только в сцепе с головными секциями. Совместная работа секций тепловозов 2ТЭ10В и ТЭ10М по системе многих единиц не предусматривалась. По сравнению с ТЭ10В на ТЭ10М были внедрены следующие изменения:
- возможность управления тремя секциями тепловоза с одного пульта;
- возможность переводить одну или две ведомые секции в режим холостого хода с выводом дизеля на обороты 8-й позиции (для более быстрой накачки воздуха компрессором или охлаждения без нагрузки, так как обороты вентилятора холодильника напрямую зависят от оборотов дизеля);
- увеличено число приборов на пульте управления. Сигнальные лампы на крайних секциях смонтированы на отдельных табло;
- в цепях управления увеличено число цепочек «диод-резистор» (шунтирующих устройств катушек аппаратов) для исключения перенапряжения при выключении цепей;
- электрическое управление отпуском тормозов;
- наличие цепей управления, управляющих адсорбционным осушением сжатого воздуха, поступающего в главные резервуары;
- три розетки межсекционных соединений;
- изменённая конструкция штепсельных разъёмов между АКБ некоторых секций;
- минусовые штепсельные разъёмы в аппаратных камерах и на пульте управления для облегчения поиска неисправностей в схеме;
- переговорное устройство между кабинами секций.

С 1981 года завод начал выпускать двухсекционные 2ТЭ10М, которые сменили в производстве 2ТЭ10В. Впоследствии многие тепловозы 3ТЭ10М начали эксплуатироваться в составе двух секций, из-за чего порой обозначение серии даже сменялось на «2ТЭ10М». Были и случаи обратных переделок, когда 2ТЭ10М дополняли третьей секцией, после чего присваивали обозначение «3ТЭ10М».

В 1990 году вместо ТЭ10М «Ворошиловградтепловоз» начал выпускать ТЭ10У. Всего по заводским данным было построено 1920 секций 3ТЭ10М (последний из известных — 3ТЭ10М-1440) и 4956 секций 2ТЭ10М (последний из известных — 2ТЭ10М-3678), то есть в общей сложности 6876 секций ТЭ10М, включая ТЭ10МК (см. ниже).
В июне 2024 года тепловоз 2ТЭ10М-0449 был установлен как памятник на станции Тында.

### ТЭ10МК

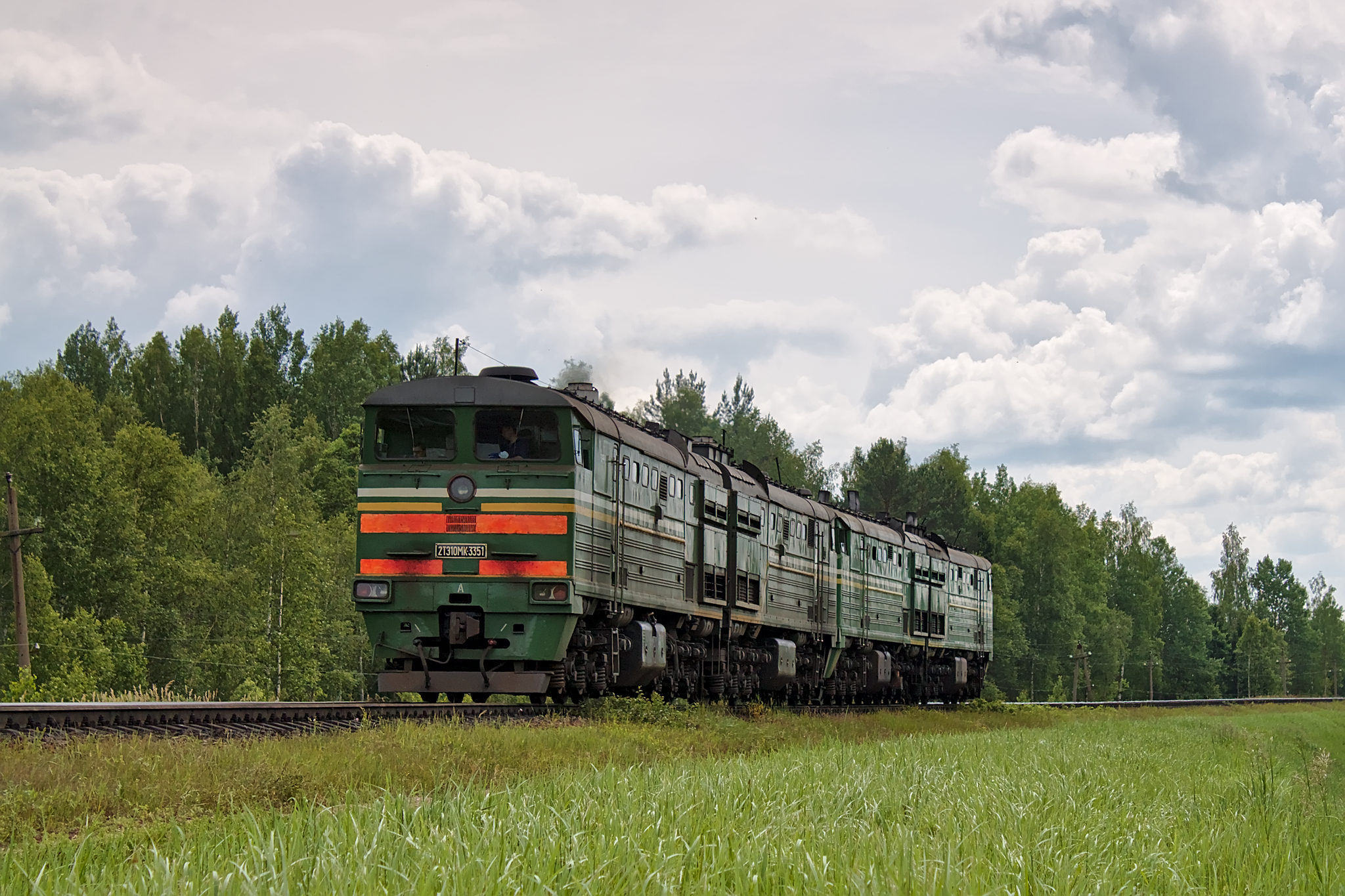
2ТЭ10МК-3351

С 1981 года была выпущена партия тепловозов ТЭ10М, на которых установили четырёхтактные дизельные двигатели 5Д49 производства Коломенского завода; тепловозы при этом получали обозначение ТЭ10МК (с двигателем Коломенского завода; не путать с 2ТЭ10М-К, то есть после капитального ремонта). Такие же двигатели применялись и на 2ТЭ116 с электрической передачей переменно-постоянного тока, которые также строились на «Ворошилоградтепловозе».

### 4ТЭ10С
Так как на отдельных дорогах даже тяги трёхсекционных тепловозов было недостаточно, в 1983 году на основе 3ТЭ10М были разработаны и построены два четырёхсекционных тепловоза, которым присвоили обозначение 4ТЭ10С — для северного климата. Новые локомотивы могли работать уже в составе до 4-х секций, что позволяло водить более тяжёлые поезда. Также оборудование было рассчитано для работы в условиях сурового сибирского климата (до −65 °C), для чего был введён подогрев машинного отделения, а также изменена конструкция холодильного отделения; запас воды на секцию увеличили до 1570 кг. В остальном это были те же ТЭ10М.
Тепловозы 4ТЭ10С строились до 1987 года и почти все они были направлены на Байкало-Амурскую магистраль. В 1988 году, по имеющимся данным, были также выпущены несколько штук 2ТЭ10С. Согласно имеющимся данным, было построено 25 4ТЭ10С и 3 2ТЭ10С, то есть всего 106 секций.

### ТЭ10М-0884GE

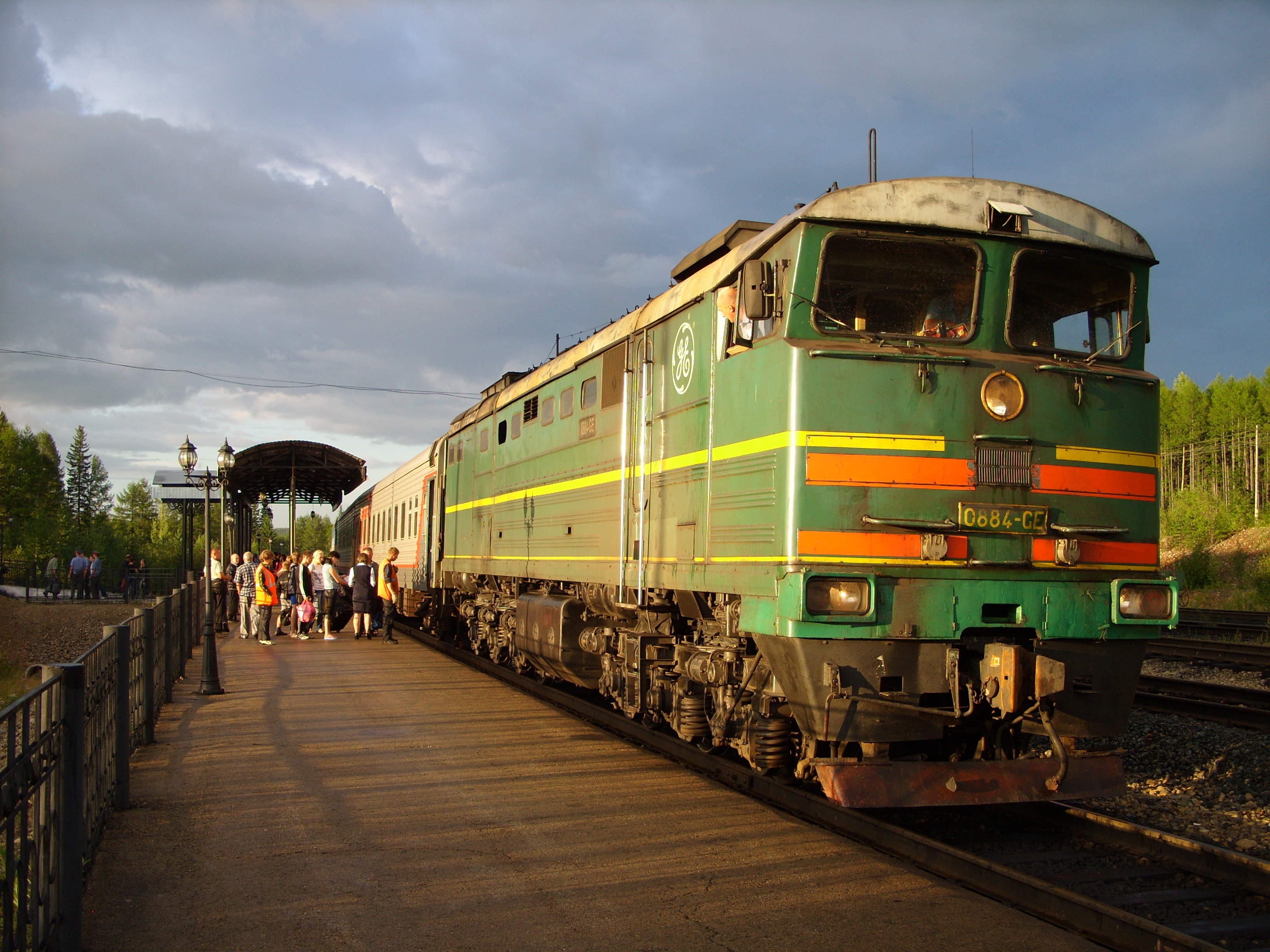
ТЭ10М-0884GE

В 2003—2004 годах одна из секций тепловоза 2ТЭ10М-0884, ранее приписанного к Московской железной дороге, была модернизирована американской корпорацией Дженерал Электрик: установлен американский дизель 7FDL, генератор, тормозной компрессор, переделана шахта холодильника, установлен бортовой компьютер и заменён ряд других устройств. Дальнейших подобных модернизаций тепловозов семейства ТЭ10 в России не проводилось. По данным на 2009 год, данный тепловоз находится в эксплуатации на Якутской железной дороге.
С 2005 года компания GE Transportation реализует проект по модернизации казахстанских тепловозов серии 2ТЭ10 (установка 12-цилиндрового двигателя с электронным впрыском топлива и новой системой охлаждения). Срок службы тепловоза продлевается на 15 лет. Модернизация выполняется в Казахстане локомотиворемонтными депо в Актюбинске, Алма-Ате, Кызылорде, Таразе, Уральске и тепловозоремонтными заводами в Чу и Павлодаре.